# Каст, Филис Кристина
Филис Кристина Каст (англ. Phyllis Christine Cast; 30 апреля 1960, Ватсека, Иллинойс, США) — американская писательница, преподаватель английской литературы и писательского мастерства. Автор мистических повестей и романов.
Книги Филис Каст переведены на ряд европейских языков.

## Биография
Филис Каст родилась 30 апреля 1960 года в городе Ватсека (Иллинойс).
В детстве, часто бывая в Оклахоме, Филис полюбила лошадей и много о них читала. В десятилетнем возрасте она познакомилась с «Властелином колец» Толкина и заинтересовалась фэнтези. Большое влияние на девочку оказали книги Энн Маккефри.
В юности Каст увлечённо изучала мифологию древних народов и легенды Средневековья, что впоследствии нашло отражение в её произведениях, написанных в жанре фэнтези и средневекового романа.
Первый роман Филис Каст «Богиня по ошибке» (англ. Divine by Mistake) вышел в свет в 2001 году. К удивлению автора, книга получила несколько премий: The Prism, Holt Medallion, Laurel Wreath awards и National Readers' Choice Award, но настоящую известность писательнице принесли книги «Зов Богини» (англ. Goddess Summoning) и «Партолона» (англ. Partholon).
В одном[каком?] из интервью Каст призналась, что начала писать книги в тот момент, когда поняла, что готова к литературному творчеству и важным переменам в карьере. Её первый роман «Богиня по ошибке» критики[какие?] называют автобиографией. Сама Каст объясняла это тем, что начинающему автору проще выстроить главный персонаж на основе самого себя.
Героиня книги — молодая женщина, которая стремится найти счастье. Она совершает ошибки, попадает в смешные и опасные ситуации, но главное — она умеет прощать и просить прощение.
В 2005 году Филис Каст вместе со своей девятнадцатилетней дочерью Кристиной начали писать фэнтезийный роман «Меченая», ставший первым в цикле книг «Дом Ночи» (англ. House of Night).

### Серия Зов Богини
- «Богиня моря» (Goddess of the Sea)
- «Богиня весны» (Goddess of Spring)
- «Богиня света» (Goddess of Light)
- «Богиня роз» (Goddess of the Rose)
- «Богиня любви» (Goddess of Love)
- «Заговор Богинь» (Warrior Rising, «Goddess of Troy»)
- «Богиня Легенды» (Goddess of Legend)

### Серия Партолон
- «Богиня по ошибке» (Divine by Mistake/Goddess by Mistake)
- «Богиня по зову сердца» (Divine by Choice)
- «Богиня по крови» (Divine by Blood)
- «Влюбленная в демона» (Elphame`s Choice)
- «Чаша любви» (Brighid`s Quest)

### Книги «Дом Ночи»

#### Серия «Дом Ночи»
- Меченая (Marked) 7 августа 2009
- Обманутая (Betrayed) 21 августа 2009
- Избранная (Chosen) 11 сентября 2009
- Непокорная (Untamed) 25 сентября 2009
- Загнанная (Hunted) 3 октября 2009
- Соблазненная (Tempted) 11 ноября 2009
- Обожженная (Burned) 27 апреля 2010
- Пробужденный (Awakened) 4 января 2011
- Призванный (Destined) 25 октября 2011
- Спрятанная (Hidden) конец августа, 2013
- Раскрытая (Revealed) февраль—март 2014 года (в Америке — 15 октября 2013)
- Искупленная (Redeemed) октябрь 2014 года(Америка), (в России планировалась к выходу в 2015—2016 году, пока не вышла, но полный перевод есть в приложении Wattpad)

#### Серия «Новеллы Дома Ночи»
Объединены в одной книге под названием «Обет Ленобии».
- Клятва Дракона
- Обет Ленобии
- Проклятие Неферет
- Падение Калоны

#### Серия «Дом Ночи: Другой Мир»
- Любящая (Loved) 11 июля 2017
- Потерянная (Lost) (выход намечен на 10 июля 2018)
- Забытая
- Найденная

### Серия «Сказки Нового мира»
- Избранная луной (Moon Chosen) 18 октября 2016
- Солнечная воительница (Sun Warrior) 17 октября 2017
- Wind Rider, 16 октября 2018